# Comté d'Orleans (New York)
Pour les articles homonymes, voir comté d'Orleans.
Le comté d'Orleans (en anglais : Orleans County) est l'un des 62 comtés de l'État de New York, aux États-Unis. Le siège du comté est Albion.

## Histoire
Le comté a été fondé en 1824.

## Comtés adjacents
- Lac Ontario et Canada au nord,
- comté de Monroe, à l'est,
- comté de Genesee, au sud,
- comté de Niagara, à l'ouest,

## Municipalités du comté

Municipalités du comté.

- Albion, village,
- Albion, ville,
- Barre, ville,
- Carlton ville,
- Clarendon, ville,
- Gaines ville,
- Holley, village
- Kendall, ville,
- Lyndonville, village,
- Medina, village,
- Murray, ville,
- Ridgeway, ville,
- Shelby, ville,
- Yates, ville.

## Démographie
| Groupe                           | Comté d'Orleans | New York | États-Unis |
| -------------------------------- | --------------- | -------- | ---------- |
| Blancs                           | 89,8            | 66,8     | 72,4       |
| Afro-Américains                  | 5,9             | 15,9     | 12,6       |
| Métis                            | 1,9             | 3,0      | 2,9        |
| Autres                           | 1,3             | 7,5      | 6,4        |
| Amérindiens                      | 0,6             | 0,6      | 0,9        |
| Asiatiques                       | 0,4             | 7,3      | 4,8        |
| Total                            | 100             | 100      | 100        |
|                                  |                 |          |            |
| Hispaniques et Latino-Américains | 4,1             | 17,6     | 16,7       |

Selon l'American Community Survey, en 2010 93,97 % de la population âgée de plus de 5 ans déclare parler l'anglais à la maison, 3,55 % déclare parler l'espagnol et 2,48 % une autre langue.